# Episodi di Benson (sesta stagione)
La sesta stagione della serie televisiva Benson è stata trasmessa in anteprima negli Stati Uniti d'America dalla ABC tra il 21 settembre 1984 e il 5 aprile 1985.
| nº | Titolo originale                 | Titolo italiano | Prima TV USA      | Prima TV Italia |
| -- | -------------------------------- | --------------- | ----------------- | --------------- |
| 1  | The Scandal                      |                 | 21 settembre 1984 |                 |
| 2  | The Inheritance                  |                 | 28 settembre 1984 |                 |
| 3  | Let's Get Physical               |                 | 12 ottobre 1984   |                 |
| 4  | The Campaign                     |                 | 19 ottobre 1984   |                 |
| 5  | The Election                     |                 | 26 ottobre 1984   |                 |
| 6  | Made in Hong Kong (Part 1)       |                 | 2 novembre 1984   |                 |
| 7  | Made in Hong Kong (Part 2)       |                 | 9 novembre 1984   |                 |
| 8  | Hello, We Must Be Going          |                 | 16 novembre 1984  |                 |
| 9  | Double Date                      |                 | 23 novembre 1984  |                 |
| 10 | Taking It to the Max             |                 | 30 novembre 1984  |                 |
| 11 | The Reunion                      |                 | 7 dicembre 1984   |                 |
| 12 | Make War, Not Love               |                 | 14 dicembre 1984  |                 |
| 13 | Home for Christmas               |                 | 21 dicembre 1984  |                 |
| 14 | On the Road                      |                 | 11 gennaio 1985   |                 |
| 15 | Take This Job and Love It        |                 | 18 gennaio 1985   |                 |
| 16 | Making Change                    |                 | 25 gennaio 1985   |                 |
| 17 | Solid Gold                       |                 | 1º febbraio 1985  |                 |
| 18 | The Oval Office                  |                 | 8 febbraio 1985   |                 |
| 19 | Mid-life Cowboy                  |                 | 15 febbraio 1985  |                 |
| 20 | Scenario                         |                 | 22 febbraio 1985  |                 |
| 21 | Dubois: Portrait of a Politician |                 | 15 marzo 1985     |                 |
| 22 | Katie's Cousin                   |                 | 22 marzo 1985     |                 |
| 23 | The Bookburner                   |                 | 29 marzo 1985     |                 |
| 24 | Jung at Heart                    |                 | 5 aprile 1985     |                 |